# 狂四郎2030
『狂四郎2030』（きょうしろう2030）は、徳弘正也による日本の漫画作品。

## 概要
『スーパージャンプ』にて1997年21号より2004年16号まで連載された。
遺伝子が全ての優劣を決めるという思想、徹底的な管理社会、人殺しの心理、「理想郷」が抱える矛盾など、人間の持つ負の側面に深く踏み込んだ骨太なストーリーに加え、どんなにシリアスな場面でもギャグを挟むのを忘れない徳弘のスタイルも健在で、本作において一種のシチュエーション・コメディになっている。
ひたすら暗く絶望的な世界観の中、主人公とヒロインの「逢いたい」という一途な想いを貫く姿と、主人公の相棒の存在が人間の心の強さを表現している。あおり文では本作を「近未来SF冒険SEXYバイオレンスラブロマンスせんずりコメディちんこ漫画」と表現した。徳弘は「言うなれば『ロミオとジュリエット』で、2人が出会えば大体話は終わり」と語っている。
『週刊少年ジャンプ』で『水のともだちカッパーマン』、『Wrestling with もも子』と2作続けて失敗した徳弘は少年漫画家として生きる道を失ってしまい、漫画家生命をかけた作品が本作であった。
『スーパージャンプ』で徳弘は『もも子』の続編を描くつもりだったが、編集長に却下され本作が描かれることとなった。といっても、概略はぼんやりしていたといい、いわゆる「ギャグSF」にするか、「ストーリーモノ」にするかすらなかなか決まらず、一話はどちらにも転用できる作りになっているという。
過去にOVA化と実写化案があったが却下された。
2023年4月18日、狂四郎の幼少期を描いたエピソード（原作第39話 - 第40話）が前後編でボイスコミック化された。

## あらすじ
八木編（1巻第1話 - 5巻第37話）
第三次世界大戦後の日本は優生学思想を背景としたゲノム党の独裁により男女隔離政策がとられる徹底的な管理社会となっていた。そんな中、元軍人で巡査の廻狂四郎はバーチャルSEXマシンを介して知り合った志乃（ユリカ）に逢うため、関東から北海道の中央政府電子管理センターを目指す。しかし、狂四郎の前に八木少将が立ち塞がる。
白鳥編（5巻第38話 - 7巻第56話）
いつものように追っ手と戦う狂四郎は、ある時敵の一人に見知った顔を見つける。彼は、狂四郎が厚生病院で軍事訓練を受けていた頃の親友・白鳥みつるだった。再会を喜ぶ狂四郎だが、白鳥は刀を突きつけ「国家反逆病が発病したな」と言い放つ。白鳥は未だゲノムの洗脳下にあり、たとえ旧友と言えど殺すしかない立場にあったのである。
オアシス農場編（8巻第57話 - 9巻第72話）
電子特殊開発室に出向を命じられたユリカは、そこに勤めるハルの頼みで、さおりという少女を救出するよう、狂四郎に仲介する。それを承けた狂四郎はオアシス農場に潜入するが、そこで目の当たりにした一般国民の過酷な生活と恐るべき思想教育、そして生まれて初めて生身の女性との性体験に心が大きく揺れる。
秀明編（10巻第73話 - 12巻第91話）
狂四郎は旅の途中、化け物じみた不気味な人間が兵士を襲っている場面に出くわす。見かねて兵士に加勢し、化け物を追い払うが、助けた相手は、バベンスキーの脳の元の持ち主・八角博士の息子である秀明だった。助けられた八角秀明は、反対派であった自分がなぜゲノム支持に転んだのか、いかにしてゲノム優生保護法が可決されるに至ったのかを語り始める。
アルカディア編（12巻第92話 - 15巻第116話）
憲兵と交戦中の狂四郎を突然助けた謎の飛行船。それは、ゲノム党の支配が及ばない離れ小島に築かれた小さな国家「アルカディア」の人間だった。デザイン・ヒューマンの失敗作「フェンリル」が跋扈し人の住めない場所として見捨てられた島に築かれた夜警国家。そこでは、全ての住人が各々の才能を発揮し、リーダーのユウキの下、一丸となってフェンリルと戦い、平和を保っていた。リーダーのユウキは、狂四郎の戦闘力を見込んで、アルカディアの一員となり、一緒にフェンリルと戦わないかと持ちかける。狂四郎は、ここでなら志乃と一緒に平和に暮らせるかもしれないと希望を抱く。
北海道編（15巻第117話 - 20巻最終157話）
北海道に上陸した狂四郎は、手探りで地雷除去をするデザイン・ヒューマンの僧侶・無明と出会う。彼にも救い出したい家族がいると知った狂四郎は、互いの技術と人脈を持ち出し、中央政府電子管理センターを目指す。

## 時系列経過
2003年ヒト遺伝子の解析が完了
国民健康データ法成立
2004年八角清高、M型遺伝子理論を発表
東京ドーム殺人事件発生
ゲノム優生保護法成立
2005年狂四郎誕生
2010年全権委任法成立
ユリカ誕生
2014年頃日本経済は破綻状態
2019年第三次世界大戦 開戦
2020年日本国新憲法によりインターネットの全面廃止
2025年第三次世界大戦 終結。
男女隔離政策施行。一般国民をオアシス農場に強制移住。
2027年
狂四郎とユリカが仮想現実で知り合う。
2030年
狂四郎、様々な人々と知り合うことにより国家の洗脳が解け、ユリカのいる北海道にバベンスキーとともに旅立つ。

## 登場人物一覧
声の項はボイスコミックの声優。

### 主要登場人物
廻狂四郎（めぐり きょうしろう）
声 - 伊藤節生、潘めぐみ（幼少期）
本作の主人公。25歳。誕生してすぐにM型遺伝子異常者として両親から引き離され、関東厚生病院に入れられる。そこで兵士としての訓練を積み、14歳で空軍少年航空隊に入隊。第三次世界大戦では各地の激戦をくぐり抜け、後期はMAS（陸軍特殊部隊）隊員として要人暗殺や破壊工作で活躍。本来なら少佐以上の地位に就いてもおかしくない軍歴・戦功と、極めて高い戦闘能力を持っているが、M型遺伝子異常レベルAという出自のため、戦後は治安警察の平巡査、しかも最も過酷な「敗残兵狩り」という軽輩に留まっていた。
狂四郎の唯一の慰みはバーチャルSEXマシンの仮想世界内で出会った志乃。仮想世界内で4年間、お互いに愛を育むが、その志乃が現実に存在する女性であることをバベンスキーから知らされると、志乃にプロポーズをし、インターネット上で祝言を挙げる。だが次第に現実の志乃＝ユリカに逢いたいと思いが募り、彼女がいる北海道の中央政府電子管理センターを目指す。それは、国家反逆者として治安警察に追われることを意味していた。
実戦経験もさることながら、志乃と出会うまではバーチャルSEXマシン内で一切性行為を行わず、剣術修行のみを行っていたために武芸百般にも通じている。作中の日本では戦後から全面的な火器の使用を禁ずる法律が施行されており、例外はあるものの兵士であっても銃火器は使用できず、主な武装は日本刀やナイフとなっている。このことが、結果的に剣の腕が優れた狂四郎が逃亡生活を送る助けとなっているが、いざ銃を使ったとしても遠くにいる敵兵士の頭を光学照準器無しで次々と撃ち抜けるほどの腕を持つ。さらに、関東厚生病院時代で行われた訓練によって、神経性の毒ガスや、様々な毒に対する耐性を持ち合わせている。志乃が現実に存在する女性と知る前、インポになっていた時期があったが、飛鳥曰く「現実に存在する女性かもしれないという不安を抱き、これが原因でインポになった」と分析されていたものの、彼女の過去を全て知った上で受け入れた時に男としての機能を完全に取り戻している。
身体上の特徴として、尻に縦横に刻まれた傷があるが、13歳の時に関東厚生病院に末光博士が視察に訪れた時、無礼をはたらいた罰として尻叩きの刑を受けたことによるものである。狂四郎は単に末光博士を鋭い目つきで見てしまっただけだったが、末光博士が立腹したため、狂四郎は過酷な尻叩きの刑を科せられることになった。この刑の結果、狂四郎の尻には一生消えない傷跡が残った。ただし、末光博士自身は狂四郎を処刑するよう命じていたが、狂四朗が特別優秀な存在であったことから病院関係者から難色を示されたことで命だけは助かった。
幼いころから普段はスケベでお気楽ながらも、やるときはやる性格だった。だが大戦末期において暗殺任務に従事してからは度重なる殺人に精神を病み、最終的には女性や幼児すら躊躇無く殺す殺人マシンのような人格になる。戦後には幼い頃の性格に戻っており、時代劇マニアの一面も見せていたが、ひとたび戦いとなれば戦時の人格が揺り起こされ、冷笑や冗談を並べながら人を殺し、殺人に達成感すら覚える狂人と化す。本人はそのことにひどく苦悩しており、自分を「人間」として繋ぎとめてくれるユリカに安らぎを見出す一方で、彼女にだけは殺人鬼としての自分の顔を知られたくないと思っている。
小松由利加（こまつ ユリカ） / 志乃（しの）
本作のヒロイン。20歳。北海道の中央政府電子管理センターで、男女隔離政策の緩衝材であるバーチャルSEXマシンの管理を行う公務員。料理は苦手。
足立区で町工場を経営する両親のもとに生まれたが、10歳の時に開戦し両親を亡くす。その後、秋田の父方祖母に引き取られるが、その祖母もユリカが13歳の時に亡くなり天涯孤独となる。コンピュータの腕は天才的で、それを見込まれ15歳から食料省電子室に勤めるA級プログラマーとなるが、M型遺伝子異常レベルCのため下級公務員に留まっている。バーチャルSEXマシンの仮想世界内でなぜか剣術の稽古にあけくれる変わり者（狂四郎）に興味を抱き、江戸時代の武家の娘「志乃」として仮想世界に入り込み、狂四郎と出会い、お互いに強く惹かれていく。
魅惑的な肉体の持ち主のため、16歳の時から上司より性的虐待を受け続けてきた。淫乱の気があり、その点を作中でも何度か利用されている。殺人鬼としての顔をユリカに知られたくないと悩む狂四郎と同じく、ユリカ自身は多くの男たちに陵辱され汚された現実の自分を狂四郎に見られたくないと苦悩する。劇中で3人の男（赤堀、八木、西城）と強制的に結婚させられているが、彼女をレイプした男性は彼らを含めて全員、悲惨な結末を迎えている。
バベンスキー
八角清高のクローン脳を移植され、博士の知識を吸収した天才犬。犬種はラブラドール・レトリバーらしい。
元々は博士の飼い犬で、戦争前はただの犬であったが、博士のクローン脳を移植されたことで天才犬となった。彼の脳は博士のクローンに再移植されるはずだったが、博士の急死で命をとりとめる。その際に狂四郎と知りあい、行動を共にする。バベンスキーの名は博士が倒れた際にバビンスキー反射（作中では「バベンスキー」と表記）を試したことから狂四郎に付けられた。劇中で居眠りをして狂四郎の危機を見過ごしたミスをした時、機嫌の悪い狂四郎から「どちら様でしたっけ？」と嫌味を言われた際、「君の相棒のバベちゃんじゃない」と発言している。
博士の知識だけでなく家族や知人に対する感情も一部引き継いでいる。ただし遺伝子学に関する知識はあまりない。また、戦争勃発前に博士と一緒に地下の隠れ家で隠遁生活を送っていたことから、戦争に関する話や戦争後の日本および世界情勢の知識に関しては無いに等しい。また優れた知識を持つ反面、大型犬にもかかわらず狂四郎との走りについていけないこともあるなど、運動能力は犬にしてはかなり低い。ただし、犬としての嗅覚は健在で、狂四郎の調達した食料が賞味期限切れで食べると危険なのに気付いたことがある。
「人の脳を移植された人語を解する犬」という存在は、作品世界の登場人物から割に平然と受け入れられているばかりか、彼の知識や「人格」に触れた者からは敬意をもって接されている。何人もの登場人物から「バベンスキーさん」「Dr.バベンスキー」と敬称付で呼ばれ、無明からは別れ際に「先生」と呼ばれていた。作中で彼の名を呼び捨てにしていたのは、友人である狂四郎と志乃だけである。本作きってのツッコミ役であり狂四郎の最高の相棒として、二人三脚で北海道を目指す。後に、育ての親でもある八角博士の生家で博士がM型遺伝子理論の提唱者であることを示す記念碑を発見し、博士の研究が後のゲノム法のきっかけになっていたことを知り、愕然とする。
飛鳥（あすか）
中央政府電子管理センターにあるバーチャルSEXマシン管理用コンピュータ。狂四郎たちの仮想世界内における生活に感情移入し、バベンスキーと共に狂四郎たちのブレーン役として協力をするようになった。本体は超大型のスーパーコンピュータだが、画面を通して狂四郎たちと会話をする時には江戸時代の町人風に和装した男性の姿で登場する（作者によると、「彼」の外見は東映時代劇スターだった中村錦之助の若い頃をモデルにしたらしい）。コンピュータながら人間並みに機微に富み、時折りジョークを飛ばすなどのお茶目さも見せる。反面、狂四郎のインポが治る可能性についてVサインをしているように見せかけて「可能性2％です」と無神経に言ったり、バーチャルSEXで愛し合う狂四郎と志乃の様子を「現実に会ってるわけじゃないのに滑稽」と発言してバベンスキーから怒られたりと、人間味に欠ける面もある。

### 各編を通して登場する人物
八角清高（はっかく きよたか）
M型遺伝子理論を提唱した天才博士。（その名の通り）顔の輪郭は八角形。第三次世界大戦を予見し、幼犬（のちのバベンスキー）と共に地下での隠遁生活に入る。機械工学や物理学にも通じ、タイムマシンの開発も行っていた（実際に稼働するかは不明）。自分のクローンを作り出し脳以外の器官の入れ替えをして延命していたが、脳だけはクローンで作ってもそのままでは移植してもバベンスキー曰く「天才のじじいがアホになるだけだ」なので、バベンスキーに移植した上で学習を積ませてから移植しようとしたが、本人の脳はすでに限界に近付いており、最後は脳出血により死亡する。
二条憲政（にじょう のりまさ）
日本国総統。ゲノム党党首で陸海空の三軍の全権を握る。日本を狂気の世界に変えた元凶。民主制の欠点を知り尽くしたカリスマ政治家で、大衆の圧倒的な支持を得て自らに有利な法案を成立させ、不要となると粛清を決断した、歴史上前例のない独裁者とされているが、実は自身もM型遺伝子異常レベルA「国家反逆病」キャリアである。
2007年、当時50歳のときに不老を求めて遺伝子手術を施すが失敗し、肉体が100歳の老人のように衰える。しかし、頭脳は無事であったことから影武者を立てるなどして実権を握り続けており、精力も健在で息子ひかるも儲けた（ひかるは自然受精によって生ませた数少ない純粋親族）。しかし、肉体の衰えは止まらず大戦開始1年前には生ける屍のようになったため、6年もの歳月をかけて光明に治療させていた。しかし、治療を受けている間に腹心の部下であるゲノム三将たちに実権を事実上簒奪され、全快した頃には既に地下宮殿に幽閉されていた。そのため、再び権力を掌握することに執念を燃やし、ゲノム党とは一定の距離を持つ旧自衛隊系秘密結社まほろばとの密約・協力でようやく外に出るが、それは予め内通者密告情報で状況を把握していたゲノム三将の罠として逆用され、反逆罪として逮捕され失脚する。
赤堀宗佑（あかほり そうすけ）
国務大臣。ユリカをなぶり者にしてきた男たちの一人。八木が登場するまでユリカの法律上の夫だった。性処理に利用していた女性に男根を食いちぎられてしまったため、性的不能に陥り、また女性に対する恐怖もそれによって生まれている。身分が上の者に対してはだらしなく、プライドにもまるで執着しない。妻・春江は元陸軍大将の赤堀鉄太郎の三女であり、入り婿のため妻には頭が上がらなかったが、彼女が亡くなってからは堂々と女遊びをするようになる。アルカディア編にて汚職の疑いで粛清対象となり、二条ひかるに一族郎党打ち首にされる。
赤堀早紀（あかほり さき）
赤堀の娘。父親からの命令で性の調教師をやらされており、かつてはユリカの調教も目論んでいた。父親似の不美人だが、温厚・善良で人当たりも良く、宗佑に陵辱されるユリカに同情し何かと便宜を図ってやっていた。アルカディア編にて父の汚職の連帯責任を負わされ、打ち首にされてしまう。
不動（ふどう）
中央政府電子管理センターのセキュリティーを司るコンピュータ。東洋最大級のデータベース管理能力を持つ。地下都市からのインターネット通信は全て不動の検閲を受けて飛鳥に渡される。飛鳥と同じく本体はスーパーコンピュータだが、モニター上では不動明王の姿をとる。

### 八木編の登場人物
八木少将（やぎ）
戦闘能力やカリスマ性が高い陸軍の若き少将。遺伝子的に完璧な人間とされる。ユリカに好意を寄せるが、動物じみた愛欲のためにユリカから気持ち悪がられ嫌悪される。「完璧な人間」という歪んだ存在であるために、ユリカには時折トカゲ人間のようなグロテスクな姿に見えていた。ユリカと狂四郎の関係を暴き、軍隊の総力を挙げて狂四郎を処刑しようとするが、ユリカの挑発に乗って単身福島まで狂四郎征伐に向かう。
いずれ起こると予測される最終戦争のために造り出された人間。自らが造り出された目的と政府首脳の真意を知り、同じく遺伝子操作を施された空、海、陸軍少将と共にクーデターを起こそうとするも、彼自身の死によって未遂に終わる。異常なまでの回復能力を有しており、狂四郎から受けた刀傷は再生し、首を落とされてもくっつけることで元通りになるなど人間離れしているが、狂四郎との死闘の末に頭から全身を一刀両断された後、バベンスキーの手で焼かれたことで死を遂げた。死後、陸軍大将・斎藤から八木は突然変異のM型遺伝子異常「国家反逆病」だと発表され、国家に害を及ぼす者として地位や功績を抹消された。
自身の死後のことを考えていたためか、狂四郎との戦いに負けた時のために録画したビデオを残している。そのビデオの内容では、生まれた時から「完全」を求められ続けてきたことへの苦悩をユリカに告白している。遺伝子操作と徹底した教育によってすべてを完璧にこなすための別人格が形成されており、八木自身も困ったときにはその人格と交替していた（ユリカが八木から感じ取った異形のイメージはそれだった）。「完璧」とされてきた彼もまた、ゲノムに翻弄された哀れな歯車のひとつに過ぎなかった。
斎藤大将（さいとう）
陸軍大将でありゲノム三将の一人。八木の上司で後に北海道編にも登場した。詳細は後述のゲノム三将を参照。
末光建二（すえみつ けんじ）
八木を造った天才遺伝子学者。ユリカに遺伝子手術を受けさせるために八木が呼び寄せた。自らの遺伝子から八木を造り出したため、彼の父親ともいえるが、受精卵の段階で様々な遺伝子操作を行っているため、遺伝子学上の繋がりはない。狂四郎の尻の傷は、些細な理由から末光博士が部下に命じて付けさせたもの。行き過ぎた遺伝子組みかえ政策に加担したことで八木によって首をへし折られ殺害されたように見えたが、後に車椅子姿で生存していた。
桜子（さくらこ）
八木の精子を受け入れるためだけに国に造られた女性の1人。ユリカを目の仇にする。八木とは異なる遺伝子操作（環境耐性）を施された守備型遺伝子組みかえタイプで、ユリカの銃撃で頭部を破壊されたが生きていた。八木と同じく、ユリカの目にはニワトリ人間のように映っていた。桜子のような人種自己保存の原則を無視した環境耐性人間を軍首脳部が産み出したことを知った八木は、クーデターの実行を決意する。
阿野田（あのだ）、宮本（みやもと）、石村（いしむら）
陸海空三軍の少将。八木と同様のプロセスで遺伝子手術を受けた、ほぼ同じDNA遺伝子配列を持つ人間で、外見こそ違うが八木の分身のような存在。
八木から軍首脳部が計画する環境耐性人間のデータを見せられ、八木同様の嫌悪感を抱いたことから八木のクーデターに賛同するも、狂四郎に敗北した八木の死と末光博士の告発で捕えられ、処刑された。
オカマ4人組
敗残兵のトラップで気絶した狂四郎を介抱したゲイ男性の4人組。「オカマは日本人にあらず」とされて国から見捨てられているが、逆に自前の知識と国家のデータベースにデータがないことを利用して自活している。狂四郎にシティのからくりを明かしたが、内1名は敗残兵に射殺された。

### 白鳥編の登場人物
白鳥みつる（しらとり みつる）
声 - 早川彩音（幼少期）
陸軍上等兵。狂四郎とは関東厚生病院時代の親友。狂四郎とは異なり途中入院。入院する際に見送った父親からはゲノムの指導が間違っていると聞かされていた。討伐部隊の一員として11年ぶりに狂四郎と再会する。
軍に配属され、自身の能力が他者と隔絶していることを知るが、兵士として必要な「人殺し」ができず、大戦中は味方の危機を敵兵を殺して助けることのできない「出来そこない」として陸軍の兵士たちからは何かと差別されていた。鬱憤晴らしに集団リンチを受けたり、何か問題が起こると真っ先にその犯人にされるなどという状況が繰り返され、ついには衛生班として専ら死体運びの日々であった。人は殺せないものの格闘、刀剣、銃の扱いに優れ銃に関しては数キロ先の標的もピンポイントで狙撃できたり、向かってくる兵士の防護服の酸素供給チューブのみをことごとく撃ち抜くことができたりというほどの凄腕で、本来の実力は狂四郎と互角に渡り合えるほどである。
狂四郎と戦うが、その能力故に殺人スイッチの入った狂四郎によって深手を負う。その場に居合わせた反政府軍の有島らに救命されたのち、療養も兼ねた捕虜となる。捕虜となってからも狂四郎を殺すことだけを考えていたが、後述の杉山に過去を暴露された際には、自身の惨めな境遇を狂四郎にだけは知られたくなかったことを吐露している。マイカの純粋な愛に触れ、最終的には捕らえにきた兵士からマイカを守るため狂四郎と共闘し、人も殺せるようになった後に狂四郎とは別れ、マイカと共に去る。
最終話においてはマイカと共に旅を続けており、北海道から脱出した狂四郎たちの乗った戦闘機を目撃している。
マイカ
男性との性行為のためだけに生み出された、遺伝子操作によるデザイン・ヒューマン。反政府の人間を追跡するためのおとり（白鳥班が監視）として野に放たれ、狂四郎に保護されるが、後に白鳥の内面に惹かれ愛し合う仲になる。
マイカという名称は性行為を単一目的としたデザイン・ヒューマン全般を表した普通名詞だが、作中では狂四郎に保護された個体に対する個人名としても使われていた。自主的に行動したり、話をすることは遺伝子的に不可能とされているが、会話はある程度理解できているような描写があり、狂四郎や白鳥と接することで自我と発話能力を獲得しつつあった。
なお、性行為目的であるマイカタイプは、もう一体が作中に登場しており、「すごーい」と喋ることができる個体がシティー内の居室で北島大尉の性の相手を務めていた。喋れる言葉はそれ一言だけだが、それでも言葉を発する新種のマイカとして一興とされていたようである。
有島博士（ありしま）、石川球太（いしかわ きゅうた）、山崎まゆ子（やまざき まゆこ）
反政府軍として脱走者の救援活動を行う。元はゲノム党員として遺伝子研究を行っていた。救援が果たせなかった場合、その人間の遺伝子を保存しており、実はゲノムによって遺伝子改造がなされる以前の、原種としての日本民族の遺伝子保護をより大きな目的としている。狂四郎とは微妙な意見の相違を残して、別れることになる。
バル
極地戦闘用歩兵に開発されたデザイン・ヒューマンだったが、自我を持って生まれたために廃棄されていた所を反政府軍に救われる。
複雑な作戦を瞬時に理解するようAクラスの知能を備えられており、反政府軍が助け出したときは国家への恐怖と受けた虐待による精神的バランスの崩壊によって言葉を話すこともままならなかったが、有島たちの献身的な介護と教育により、言葉と自我を完全に身につけた。
北島大尉（きたじま）
かつて戦場で白鳥に助けられて出世した男。しかしそのことを公にされることを恐れ、白鳥の抹殺を謀るが狂四郎と共闘した白鳥に討たれる。
M型遺伝子理論の真偽については、M型遺伝子異常真性者を反社会的・ネガティブなものとして差別する「無条件支持」か、遺伝子による先天的な人間の優劣を認めない「全面否定」のどちらかに登場人物の信条が振り分けられてきた作品世界に於いて、M型遺伝子異常真性者が実は遺伝子的に優れた人物だという"真実"を知っている数少ない人間だった。ただし、国家機密を知ったというより、白鳥の能力により悟らされた様子だった。
宇治田（うじた）
声 - 小路文子
関東厚生病院時代の回想に登場。狂四郎たちと同期の少年（狂四郎たちとは異なり途中入院）。
体力をはじめ最低の成績だが、トップクラスの狂四郎や白鳥に食事の施しを受けながら代わりに豊富な性知識を授けるなど、非常に親しい間柄だった。そもそも成績上位陣の能力が隔絶しているだけで、彼自身の能力は年相応といえる面はあるし、兵士以外の適性があった面も見受けられた。
しかし2014年ごろ、院内大食堂での抜き打ち毒ガス訓練に耐え切れず一人死亡。「狂気の環境で消えていく弱者」の代表として描かれ、その悲劇は白鳥と狂四郎の病院脱出の大きなきっかけとなった。その折に、愛用していたスプーンは白鳥の手により院外の樹の下に植えられ「ここがあいつの墓だ」と2人は偲んでから町に降りるが、降りた先の町でM型遺伝子異常を持つ者は大人でさえ生きていけない社会を目の当たりにして病院に戻っている。
杉山（すぎやま）
戦時中は白鳥と同じ隊にいた男性。元上等兵。戦後は軍縮の煽りを受けて除隊させられオアシス農場に収容されていたが脱走。負傷するが反政府軍に救助され療養していた。脱出しようとした白鳥に人質にされるが、相手が「役立たず」と馬鹿にしていた白鳥と気づき、知られたくなかった戦時中の事情を暴露する。

### オアシス農場編の登場人物
ハル
電子特殊開発室に勤める天才プログラマーだが、M型遺伝子異常レベルBのため下級公務員。自称、子供の心を忘れない32歳。
特権階級の女性専用バーチャルSEXマシンの開発という、言わば汚れ仕事をしている。また、ハッキングに関しても、飛鳥を始めとした政府管理のホストコンピューターに侵入してプログラムを書き換えられる他、国の機関でも不可能とされた反政府ゲリラの暗号解読に成功するほどの凄腕である。
自分の「家族」とするさおりをオアシス農場から助けるために、ユリカそして狂四郎を利用しようとする。一方で狂四郎に対しては、同じM型遺伝子異常者として敬意を持つ。狂四郎とユリカ同様、さおりに直接会ったことは無い。
農場から脱出したさおりのためにゲノム党政権からの粛清を逃れて海外に亡命していた旧政権と渡りをつけた。
さおり
周りの子供たちが思想教育により洗脳される中、ただ一人でそれを拒み続けた13歳の少女。狂四郎にバーチャル世界と現実世界両方で接触した初めての人物。
前述の行動で胸打たれたハルにより、学ぶ機会を得て、知識を得たが、結果的に現実がどれほど残酷なものなのかを知ってしまう。そのため、この現実を作り出した大人たちに対して、強い不信感を抱いている。学問によって得た知識ばかりを信じる狭量さのために、大人たちが体を張って自分たち子供を守ってくれる事実にも気付かずに、知識の少ない大人たちを軽蔑していた。単身逃亡を企てて狙撃兵に脚を撃たれ、捕らえられて拷問を受け処刑される寸前まで行くも、最後には狂四郎によってオアシス農場の兵士が全滅させられたことで他の仲間たちとオアシス農場を脱出し、日本海側に出て救出に来た亡命政権側の手配した潜水艦に乗り、日本を後にする。
梅宮アザミ（うめみや アザミ）
売春グループのリーダー。23歳。彼女たちは農場を監視する兵士たちに身体を売っているが、その目的は老人や精神崩壊した女性たちのノルマ緩和のためのお目こぼしや、兵士たちが子供たちに対して性的な接触を持たせないようにするための防波堤となることである。字の読み書きができないため、さおりからは特に嫌われている。
父親は完璧なM型遺伝子をもつ「最良適格者」とされていたが、家族を捨てて蒸発している。家庭が崩壊して以降は施設育ちだった。10代後半のころから発育が良く、オアシス農場に送り込まれて早々に兵隊の手が付き連日相手をさせられていたが、大人たちに庇われたことで救われ、今度は自分の番だと頑張っていた。
狂四郎に惹かれ、脱出計画に協力する。最後には共に行動したいと懇願するが、狂四郎に諭され、さおりと共に亡命政権側の手配した潜水艦に乗って日本を去った。
天宮大尉（あまみや）
バーチャル教育ソフトの教師のモデル。さおりたちのいるオアシス農場に所長として新しく赴任した。冷酷無比で不要と見なした人物は、実戦兵士以上の射撃の腕で有無を言わさず射殺する。兵士が全滅した後で狂四郎に命乞いをするが、怒りの表情で頭を踏み潰されて死亡した。

### 秀明編の登場人物
八角秀明（はっかく ひであき）
八角博士の息子で陸軍大尉。“S”により瀕死の重傷を受けたところを狂四郎たちに救われる。優れた人格者で、恩人である狂四郎のために一肌脱ぐ。娘のみずほを溺愛している。
M型遺伝子理論を提唱した父に反発し、ゲノム優生保護法反対運動に身を投じるが、その象徴とされていた青年、亜田ジュークがM型遺伝子理論の通り殺人事件を起こしたため、ゲノム支持に転向する。
妻のさくらを溺愛し、喜んでその尻に敷かれているが、実は単純に尻に敷かれているのではなく、マインドコントロールをかけられていた。最後までさくらを愛し信じようとしたが、“S”と単独で闘うようさくらに命令され、致命傷を負う。嬉々としてゲノムの国策を語るさくらに機密ゆえに家族にすら明かせず苦しんでいたと解釈する。挙句東京ドーム事件の真相まで暴露されかけるが、狂四郎がさくらを殺して止めたが、若干の葛藤を見せた後、自分だけの真実の中でこと切れた。
八角さくら（はっかく さくら）
秀明の妻で陸軍中佐。“S”討伐プロジェクトの責任者。結婚前は「花園さくら」の名前で女優をしていた。ハーバード大学哲学科心理学専攻のエリート学士でもある。
父親のM型遺伝子理論のとおりにおきた殺人事件により落ち込んでいる秀明を慰め、後に結婚。しかし実はマインドコントロールのプロフェッショナルとして、ゲノム党発足直後から一般人に紛れる影の党員として、暗殺、煽動、破壊工作などの諜報活動を行うエージェントであり、秀明との結婚も、東京ドーム殺人事件の唯一の生き残りである自身が、疑いをもたれずにゲノムに復党するための手段に過ぎなかった。
26年前、亜田ジュークに強い暗示催眠をかけ、鷲山一郎と八角良江を殺害させ東京ドーム殺人事件を引き起こした真犯人。
夫である秀明には多少の独占欲程度の感情しか持ち合わせておらず、実際には住友大佐と愛人関係にある。その住友との間の娘であるみずほのことは溺愛しており、危険を顧みず軍を飛び出したみずほを心配し、過剰にうろたえる母親としての反応を見せる。しかし、結局は母親以前にゲノム党員であることが彼女にとっての第一義であり、これにそぐわぬ存在とみなしたみずほに対しても、さほどの間もなく粛清を決断していた。みずほを“S”に始末させた後、秀明に東京ドーム殺人事件の真相を明かそうとする途中で、狂四郎によって投げられた刀が頭部を貫通し死を遂げた。
八角みずほ（はっかく みずほ）
秀明とさくらの娘で陸軍中尉。容姿は実母であるさくら似だが、父である秀明からの愛情を受けて心優しい娘に育った。ただし胸が薄いため狂四郎の好みからは外れている。
父を心配する余り、軍を飛び出して父を助ける。さくらが秀明にマインドコントロールをかけていることに幼い頃から気付いており、さくらのことを魔女と言っていたが、さくらに対する愛情も捨てきれずにいた。
さくらに対して秀明をかばい家族愛を説くが、それを秀明のみずほに対するマインドコントロールだとしか思えないさくらによって命令された“S”に斬殺され、悲惨な最期を遂げる。
住友（すみとも）
陸軍大佐でさくらの愛人。さくら曰く、みずほの実の父親。
“S”
右手が鋭利な刃物になっている戦闘用デザイン・ヒューマン。自分より強い相手と戦うことで自らを進化させ、加速度的に強くなる。農場や巡査を襲って殺戮を繰り返す謎の存在。その外見と、英語を話すことから、イギリスが日本への破壊工作活動のために投入したと推測された。データを取られている可能性があるために最新鋭の兵器で片を付けることができないと言われ、八角秀明率いる日本刀武装の兵が討伐に投入された。だが狂四郎からは、あからさまにイギリスの工作員と名乗るような外見と行動に、疑惑を抱かれる。実はオアシス農場に農業用デザイン・ヒューマンを投入するため、収容された人間を一掃することを目的としたゲノムの手先であり、狂四郎に対して日本語の敬語で語りかける。最後には、狂四郎の「無刀取り」によって右手の制御権を奪われ、自らの刃で一刀両断されたあと、焼かれて死を遂げる。
亜田ジューク（あだ ジューク）
2004年にM型遺伝子異常レベルA（国家反逆病）に第1号認定された、当時17歳の男性。父親は衝動的な連続殺人を起こし、死刑になっている。3歳から15歳までを施設で過ごし、その後は職を転々としていたが、いたって平凡な若者だった。しかし、たまたま行った病院で受けた遺伝子検査により、M型遺伝子異常レベルA＝将来必ず犯罪を犯す異常者というレッテルを貼られてしまう。
ゲノム党は亜田を強制入院させようとするが、M型遺伝子理論に反対する勢力により、反対運動の象徴として保護されていた。しかし、亜田ジュークを守る名目で、東京ドームでチャリティコンサートが行われた際に八角さくらの催眠暗示にかかり、ゲノム優生保護法に反対する野党・民々党の鷲山一郎代表と八角清高の妻・良江を殺害（東京ドーム殺人事件）。殺害現場は控え室だったが、ステージ上の巨大スクリーンにその姿が映し出され、集まっていた多くの観客たちに目撃されることになる。この事件がきっかけで、世論は一気にM型遺伝子理論支持に傾き、ゲノム党が政権を握るきっかけになった。

### アルカディア編の登場人物
二条ひかる（にじょう ひかる）
二条憲政の息子で行政監察官。一見すれば女性と思われるほど中性的で整った容姿の青年（狂四郎は股間を触ってひかるの性別を確認した）。役人の汚職を取り締まる立場にあり、その権力は相手に疑惑を抱いただけで死刑にできるほど。父親からの命令で、自ら罪人の首を刎ねてきたが、そのせいで精神のバランスが崩れ、度々自分が斬首して来た人々の幻影に悩まされている。ただしそれは、罪悪感というよりは殺しに慣れていないだけだと狂四郎は推測している。
その精神は、もはやバーチャルマシンですら気晴らしにならないほど深く病んでおり、仕事のストレスのはけ口として民主主義国家ゲーム場「アルカディア」を作り出した。アルカディア内ではユウキと名乗り、皆から慕われるリーダーとして振舞っている。しかし、彼にとってアルカディアとは、その存在全てがストレス解消を目的としたゲームに過ぎず、自らが立てた作戦や指示によって、駒である島民がどれほど命を落としても一切意に介さない。
国家運営を指揮する一方で、それによって得られた平穏を「忌むべき退屈」と考えており、狂四郎を「勇者」として引き込むことで、アルカディアに新たな刺激と混乱を招こうとする。それでも自らの精神を癒すには足りず、限界を感じた彼は、ユリカを人質にして狂四郎と狂言を演じ、名誉の負傷と見せかけて軍を退役しようと企む。 筋書の途中で狂四郎を始末しようと軍を動員したところで、島民の蜂起が反対勢力に加わり、返り討ちに遭う。最後には捕らえられて耳をそがれ、ゲノムに対するアルカディア独立のための人質として島民に利用されていくことになった。
山下雅人（やました まさと）
二条ひかるの片腕である、海軍少佐でミンダナオ海戦の英雄。アルカディアでは政府軍人としての身分を隠し、ひかるの身辺警護と「勇者」としての役割を担う。アルカディアの存在意義を知る唯一の人間で良心の呵責に苛まれ、めぐみに全てを打ち明けアルカディアの人々の生活を守るためフェンリルと戦い続けている。最初は狂四郎に対し警戒していたが、彼の戦争での功績を知る内に彼に対する考え方が変わった。しかしゲノムの軍人ということからアルカディアの一部の人々から疑われ、独立の邪魔になる「売国奴」としてめぐみ共々処刑された。
めぐみ
ユウキ（二条ひかる）のアルカディア内の妻。ユウキに対しては従順な妻だが、心の中ではユウキのことを侮蔑し嫌っている。山下に惹かれており、山下に全てを打ち明けられた彼女は自分たちが生き残るためにゲームを続けていくことを示唆する。アルカディアの勇者を山下から狂四郎に変更しようとするユウキの計画を知り、山下と会えなくなってしまうことを危惧したため、狂四郎をアルカディアの秩序を乱す異物として排除しようとした。ユウキの妻で山下の愛人ということもあり、山下と共に「売国奴」として処刑された。
住人たち
アルカディアに住んでいる人間たち。オアシス農場から逃がしてもらい、日本の理想郷ともいえる場所を提供してくれているユウキ（二条ひかる）を賛辞している。度々フェンリルに集落を襲われているが、「勇者」山下の活躍と団結により日々の生活を守っている。「ゲノム党を憎んでいるが、M型遺伝子異常の人間には冷たく当たる」「ゲノム党を憎むあまり、ゲノム党に関係すると見える人物であれば過去に恩があろうと処刑する」など、良くも悪くも「一般人の大衆」でしかなかった。

### 北海道編の登場人物
光明（こうみょう）、無明（むみょう）
極秘のデザイン・ヒューマン計画によって誕生した双子の兄弟。2003年生まれ。遺伝子操作児の国産第一号。結合双生児だったためかテレパシーにより離れても会話ができる。同じ遺伝子を共有しているため、同じ年齢で遺伝子欠陥による腫瘍を発症しており、お互いに不気味な外見をしている。
弟の無明は肉体的には完璧な容姿を持つ人間であったが、基本的に脳筋で物事をそのまま受け止めてしまう正直すぎるところがある。遺伝子欠陥による腫瘍を発症し外見的に醜くなってしまい、存在価値がなくなったため地下要塞から追放される。その姿に恐怖を抱いた民衆に殺されそうになったところを、僧侶・最海に救われ、弟子になった。優しい心持ちの人間であるが、自分の愛した女性、良子を殺した二条を許すことができずに復讐と兄・光明を救出するための旅に出る。
兄の光明は、遺伝子欠陥により子供の体躯のままで成長が止まっている。そのため失敗作として処分されそうになったが、頭脳は超天才と判明し生き延びる。彼の発明による新兵器は、ゲノムの政権奪取・維持と、日本の軍事国家化に大きく寄与する。弟と同時に皮膚病を発症するが、その才能ゆえに地下要塞で保護（監禁）され続ける。光明は幽閉状態の二条憲政の主治医も兼ねているため、唯一、二条と対面でき、その立場を利用して二条の復権工作と二条をマインドコントロールしての院政を目論む。実は無明が最海に救われた件も、その陰謀の一環であり、無明にその肝心な点は秘密にしたまま、外部からの工作を担当させていた。
まほろばと共に管理センターに潜入した無明と待ち受けていた光明は再会するも、自分たちが一緒に生きていくには権力者による庇護を得るために協力する（光明曰く「悪魔に魂を売る」）しかないとテレパシーで説得した。結局脱出自体は西城の密告によって失敗したが、兄弟2人は地下に幽閉されるとはいえ一緒にいられるようになる。しかし光明は、いずれはゲノム三将のうちの誰かが自分を必要とし迎えに来ると信じており、欲によって自分を生み出した人間を蔑んでいるような言動が見られる。
斎藤（さいとう）、城島（じょうしま）、服部（はっとり）
二条憲政の腹心の部下。ゲノム党副党首の斎藤、総務会長の城島、幹事長の服部の「ゲノム三将」。それぞれ現在は陸海空軍大将として軍を統括している。二条が老化により行動不能になっている間に欲が出て、二条憲政を幽閉しトロイカ体制で政治の実権を完全に奪った。西条の内部告発によりまほろばの作戦を逆に利用して、二条憲政の権力を完全に失墜させる。
光明からは3人が互いに牽制し合い、それぞれがいつかは他の2人を追い落として権力の独占を狙っていることを看破されている。
西城英夫（さいじょう ひでお）
表向きは“カミソリ”の異名を持つ乱暴者の軍曹だが裏では「まほろば」の工作員。狂四郎の過去を知る人物の一人。狂四郎のMAS（陸軍特殊部隊）時代のパートナーだったが、狂四郎の圧倒的な戦闘能力に常におびえていた。彼も結婚していた妻に、MASの任務で自覚もなく変貌していく自身を恐れられて刃物で刺され、逆に妻を殺害した経験を持つ。
当初は「まほろば」に忠誠を誓う工作員であったが、接触したユリカに心惹かれていき、任務の名目でユリカを束縛し己のものにしようとし始める。
そしてある時、一度のミスのせいで「まほろば」内部の工作員リストの中から自分の名前が消されたことに気づいて自分の身の危険を感じ、ゲノム三将に「まほろば」の内情を告発。その功績を認められ大尉までのし上るが、それまで軟禁していたユリカに、有頂天になっていた隙を狙われ絞殺される。
桜井少尉（さくらい）
「まほろば」のメンバーで、西城の上司に当たる少尉。メンバーリストによるとフルネームは「桜井達也」。基本的に小物でリスクは確認するより前に切り捨てるタイプで“鉄面皮”と呼ばれている。狂四郎とユリカを第三国に雇われた工作員だと疑い処分しようとしたが、利用価値を見出した米内に止められる。その後、狂四郎とユリカを現実に会わせることに協力するが、最後は光明救出部隊を指揮しエレベータを抜けて脱出が成功する直前まで進み、先回りしていたゲノム三将の兵に逮捕された。
マネージャー
インターネットカジノのマネージャー。女性的な口調で狂四郎からは「オカマ野郎」と呼ばれる。彼も「まほろば」のメンバーだったが、ゲノム三将が送り込んだ彼そっくりに整形したデザイン・ヒューマンに殺され入れ替わられる。入れ替わったデザイン・ヒューマンは「まほろば」のメンバーとして無差別殺戮を行い、罪のない人々を犠牲にして二条の逃亡を助けることで、二条のカリスマ性を失わせることを目的としている。右手が刃物状になっており“S”にタイプが近いが、彼ほど戦闘能力は高くないようで、狂四郎に胴体を真っ二つにされて敗れる。体をつなげてほしいと命乞いをし、狂四郎に作戦の全貌を話すが、最期は狂四郎に下半身を蹴り飛ばされ、上半身も息絶える。
朴栄光（ぼく えいこう）
闘技場の出場選手で狂四郎の対戦相手。大戦前には反戦活動家だった哲学者であり、テコンドーの達人でもある。年齢は50を超えるが、ゲノムの医学部に薬物で人体改造されビルドアップされており、人間性を失った殺人マシンと化している。
最海（さいかい） / 海野大尉（うみの）
地上に追放された無明を世話した和尚。無明の心に暖かいものを与え、幸せな時間を提供していたが、ある時戦渦に巻き込まれた村で子供を守って死亡した。
実は村人の死体を身代わりにして死んだふりをしており、さらに正体は二条の命令で無明を監視・保護するために極めて巧妙に仏門者を装った、ゲノムの工作員だった。その後まほろばに潜入し光明救出部隊の司令官として姿を見せる。エレベータを抜けて脱出が成功する直前に先回りしていたゲノム三将の兵に射殺された。
一橋良子（ひとつばし りょうこ）
発生生物学者。光明、無明兄弟が15歳の時に軍の研究所に来た初めての女性スタッフ。二人が腫瘍を発症した際、ほとんどの医者が匙を投げたが、良子だけは辛抱強く治療を続けていく。やがて無明と愛し合うようになるが、国家財産に手を出したという名目で二条憲政に惨殺される。
実は外見的に異常なデザイン・ヒューマンと性交することを好む性的異常者であり、無明と性交したのもその性癖ゆえであり、その現場の写真を見せられた光明を失望させる。だが無明からは、合成画像による虚偽の可能性を指摘される。
柳沢洋次郎（やなぎさわ ようじろう）
科学技術大臣。軍の研究所で光明、無明兄弟を幼い頃から管理していた。光明が超天才であるのを見抜き、その手柄で現在の地位を築く。二条のプライベートコンピュータに侵入した犯人は光明ではないかと疑っている。
米内光政（よない みつまさ）
旧自衛隊元帥。旧自衛隊の中では、現ゲノム体制で最も高位に上り詰めた一人。旧自衛隊員には神格化されており、狂四郎のような旧自衛隊系以外の軍人出身者からも敬愛されている。先細りにある旧自衛隊派をまきかえすために秘密結社「まほろば」を結成運営する老人。見た目は温和で、語り口は聡明そうだが実は心中の差別感情は高く、残虐性を秘めた老人。M型遺伝子差別に最も興味を持ち、ゲノム党と共に遺伝子狩りを行ってきた過去を持つ。
寺原（てらはら）
空軍少将。昭和30 - 40年生まれの格闘技マニアで、お忍びで闘技場の観戦に来た。厳重なセキュリティで守られている光明救出のため、地下へのエレベーターを動かす人体パスワードとして「まほろば」に利用される。

## 用語解説
バーチャSEX
バーチャマシンによる、実在しない相手の性交。生身の人間との性交はひと握りの特権階級でのみ行われており、一般国民はこのバーチャSEXによって性欲を満たしている。これは子供を生まれなくさせ、普通の日本人を緩やかに絶滅させていく政策の一環であった。
元来は絶滅政策の一環だったものの、実際には現実の性交に不自由していない特権階級もバーチャSEXに耽溺しており、劇中では、バーチャマシンの所有率は軍人が99%、役人が87%、一般国民は32%となっているが、特例として15歳以下の子供に限り100%となっているのは教育プログラムによって都合よく洗脳するためである。
本来バーチャマシンは性交に限らず、あらゆる状況を疑似体験できる夢のマシンであったが、ほとんどの男性は性欲を満たすためだけに使っている。男性用にはオナホール機能があるが、女性用の機能はなく女性はヴァーチャル体験をしながらオナニーしている。ハルが開発したバーチャルSEXマシンは視覚、聴覚はもちろん、触覚、嗅覚までリアルに体感できる。
狂四郎が度々行く仮想世界は江戸時代の設定となっているが、一部（富士山）が時代と異なっている。
第三次世界大戦
2019年から2025年までの6年続いた戦争で、日本とアメリカの連合勢力と、ロシアと中国とヨーロッパの連合勢力との間で繰り広げられた。核ミサイルが大量使用され、核ミサイルの性能が迎撃システムを上回っていたために後方の都市部も攻撃の目標とされ、結果世界人口の約80％、それも軍人よりも民間人が多く死亡し、アメリカと中国は大打撃を受けて事実上消滅した。世界中で深刻になった人口爆発、環境破壊による食料不足、それに伴う緑地の減少による各国の対立が原因。日本は当初アメリカと組んで参戦したが途中から離脱して防衛に転じ生き残ることができた。
戦後の日本はこの名残として富士山はミサイル攻撃で変形しており、日本国内に取り残されたアメリカ軍の敗残兵は野盗化して治安を脅かしている。反面、劇中の登場人物の会話によるとヨーロッパ各国は存続しており、ドイツでは再軍備が完了した模様。
ゲノム党
愛国主義の少数政党だったが、党首の二条のカリスマ性と謀略によって勢力を拡大し政権を掌握、日本を軍事国家に変えた。大戦後、国民の99%を粛清して代わりの勤勉で従順な“新しい国民（デザイン・ヒューマン）”を導入することによりヒトラーも達成できなかった千年王国を実現させようとしている。一党独裁国家であるため党と国家、軍は一体化しており、軍は日本軍ではなく「ゲノム軍」と称される。ゲノム軍は党の下部組織のゲノム青年隊、ゲノム愛国会を自衛隊に合流させて結成された。現在旧自衛隊出身者は要職から排除されている。なお、八角さくらの過去を見る限り、全権委任法以前から秘密党員が破壊活動を行っていた模様。
旧日本亡命政権（仮）
大戦に前後する形でゲノム政権の粛清から逃亡し、海外にて亡命政権を樹立した旧政権の生き残り。ゲノムによる日本人絶滅政策から国民を救うべく、極秘に日本からの脱出を援助している。
M型遺伝子理論
人間の将来は、心の設計図であるM型遺伝子によって決定するとされる。これにより、M型遺伝子に異常があると将来、犯罪を犯す確率が高くなると解釈された。狂四郎はその中でも、将来国家に対して反旗を翻す可能性が高い「国家反逆病」キャリアとして、幼い頃から差別を受け続けてきた。戦前の時点から犯罪者は問答無用で遺伝子チェックをされ、M型遺伝子が正常なら官憲に突き出されるか放置されるが異常者と判明すればリンチの末に死体を晒されても誰も気にしない有様だった。
しかし、遺伝子の専門家である反政府軍の有島らは、環境要素を18%しか考慮していないM型遺伝子理論を「世界一いい加減な遺伝子理論」と切り捨てている。また、飛鳥は「M型遺伝子異常者とはゲノム党独裁政策のための方便にすぎない」と説明している。
実際のM型遺伝子異常者は、むしろ遺伝的に優れた資質の持ち主であり、この理論は国家に有益な（そして有能ゆえに叛逆の恐れがある）人間を隔離・使役するためのものであった。異常者とされた狂四郎や白鳥は有能な軍人であり、八木少将ら人為的に遺伝的に完璧な人間として生み出された者も実はM型遺伝子異常者であり、さらには二条総統すら異常者であった。むしろM型遺伝子理論的には完璧な遺伝子を持つ光明・無明のほうこそ遺伝子欠陥を持っていた。アザミの父親やアルカディアの住人たちも正常なM型遺伝子をもつが、逆を言えば社会的立場や周囲の状況次第でどうとでもなる「完璧な凡人」とも言える。
この理論を利用していた二条自身ですら、M型遺伝子理論はいかさまであり、大衆を扇動し悪役を作るための方便だと語っている。
オアシス農場
日本国民の99%が男女に分かれて収容されている。建前上、食糧自給率が100%になれば解放するとされている。しかし、ハルが「現在のアウシュヴィッツ」と称したように、実際はゆっくりと日本人を殲滅させるための施設。運用管理の容易さから、女性用施設に警備の重点が置かれる（銃器が大量配備されている）。
国民健康データ法
当時、まだ連立与党内の少数政党でしかなかったゲノム党が2003年に提案し成立された。政府が民間企業に委託して遺伝子情報を収集することができる。
ゲノム優生保護法
M型遺伝子異常のある新生児を関東厚生病院を初めとする国の管理施設に隔離治療するための法律。上述の通り、実際には遺伝的に優れた人間を集める目的であった。
関東厚生病院
M型遺伝子異常の子供たちを隔離治療する施設。病院とは名ばかりで、実態は少年兵養成施設で、有能な軍人の養成機関だった。度々過酷な訓練が行われており、命を落とす者もいる。狂四郎や白鳥が少年時代を過ごした場所。狂四郎を始めとした卒業生は並みの軍人とは比べ物にならない能力を発揮した。
院内では厳しい上下関係が布かれているが、収容されている少年たちは互いに助け合って暮らしていた。
行政監察庁
他の行政機関から完全に独立した査問機関。公僕による汚職の取り締まりを行い、その処罰は公開斬首刑と苛烈を極める。
デザイン・ヒューマン
単純目的性生物。国民の代わりの労働力として国家に開発された従順な“新しい国民”。農耕用、戦闘用など様々なタイプがある。作中では「マイカ」や「バル」、「S」などが該当し、作戦戦闘における内容が理解できるように知能が高く設定されているものから、会話すらできず単一作業にのみ従事する「ソフォーズ」まで多様に存在する。
戦闘用となると生命力が度を超しており、首や胴体を切断された程度では死なず、臓器なども含めて破壊するか身動きできない状態で焼却処分する必要がある。
シティ
日本の各地に設立されている巨大な施設。オアシス農場での勤労優秀者や老人、病人が中で不自由なく暮らしていると国民は知らされている。施設を警備するロボットは侵入者や接近者に対して血液検査を行い、国家のデータベースにDNAを照合して適正を識別している。しかし、データの無い未登録者に対してどうするかというプログラミングにバグがあったため、狂四郎が仕事中に出会ったオカマ4人組は、自分たちが国民にあらずという理由で未登録であり、排除対象と認識されないことを利用して、施設から排出される残飯をあさって生活していた。同時に彼女らは施設の廃棄物から、「シティ」の存在意義、何が行われているか、中に入った人たちがどのような待遇にあるかを推測していた。廃棄物の中にはジェノサイドを示唆する物も存在したが、作中における「シティ」の描写は、全編通じて施設内部にある居室や各機関の一部といった程度に留まり、その全貌には触れられていない。
アルカディア
男鹿半島沖約15kmにある小島。元は生物化学兵器の実験場であり、現在でも実験動物・フェンリルが生息しているため、ゲノムのコンピュータ上では人の住めない島とされているが、二条ひかるによってオアシス農場を脱走した2000人以上の人々がフェンリルとの戦いを続けながら生活している。夜警国家制度を採っている。
その正体は二条ひかるが癒しを求めて作り上げた「人間で構成された現実に存在する国家育成シミュレーションゲーム」で、ゲノムの手が及んでいないのは監視の盲点が理由ではなく、父親の二条総統から存在を容認されているため。つまり、人々が危険を承知でフェンリルの巣窟に住むこと自体に彼らが信じるような隠匿の意義はなく、全ては二条ひかるの娯楽を目的に行われている。
狂四郎が島に訪れた時点で、二条ひかる、山下雅人、めぐみの3人以外に真相を知る者はいない。
フェンリル
アルカディアに存在する獣のような生物。ゲノム党により開発されたデザイン・ヒューマンのプロトタイプが野生化したもの。生物化学兵器が効かない、全体の半数が死亡しても種としての存亡は問題ない（これは単為生殖で自分のコピーを生み出すため）など生命力・繁殖力がきわめて高いが、知能は低く、気性も荒いため、軍用犬としての用途すらない。猿や狼のように腕っ節の強いボスがいる。
タイムマシン
八角博士が半生をかけて開発を進め、博士の存命中に完成していたとされる機械設備で、バベンスキーの回想に語られる存在。
安息の場としてのアルカディアに見切りをつけた狂四郎に対し、バベンスキーはその記憶を告白するとともに、ユリカを救出した後の行動として、時空を超えた場所への究極の逃避を訴えかける。定員が2名であるため、この提案は彼にとって置き去り必至の辛い内容だったが、当の狂四郎には励ましの創作話としか受け止めてもらえず、気遣いを感謝されつつも、話の中身は与太として全く相手にされなかった。
それが堪えてか、以降の道中でバベンスキーが二度とこの件を切り出すことはなく、また、ユリカの救出で物語が終幕しているため、本作での「タイムマシン」の役割は、結末後における選択肢の暗示にとどまっている。
まほろば
粛清されかかっている少数の自衛隊出身の軍幹部たちが結成した反ゲノム勢力。九州に南方指令本部がある。日本民族救国戦線を名乗っているが、所詮はゲノムに変わって実権を握りたいだけの同じ穴のムジナ。本来の意味は神道における理想郷だが、アクセスページのシンボルは「ロバ」になっている。
闘技場
中央政府電子管理センターによって運営されているインターネットカジノの闘技場。陸軍の斎藤大将と米内元帥の発案で作られた。試合の勝敗は賭けの対象になっており、ネットを使っても賭けが行われている。戦っているのは主に他国の捕虜や犯罪者などが起用されており、格闘技のスペシャリストも多い。出場選手は首錠がかけられており、脱走できないようになっている。ランクはグレード1から4まであり、4が一番下にあたる。日本製の選手でグレード3に上がれたのは狂四郎が初らしい。勝ち上がり続ければ解放されるとのことだが、実際に解放された前例があるかは不明。出場するには囚人20人を1人で倒すことが条件で、試合で負けると再度囚人20人と戦うことになるが、試合で負けた選手は重傷を負っている場合も多く、大抵は囚人に殺される。それ以前に、試合では負けた選手が死亡する場合も少なくない。観客は特権階級の者たちで、前列の席ほど地位の高い者が座っている。下級公務員は観戦を認められておらず、軍曹の西条が闘技場を観戦できるギリギリのラインとのことだが、観戦資格のある者の家族であれば観戦が認められる。観客が特権階級の者たちで構成されていることから闘技場では監視の目が緩く、実際に闘技場まで来ているのは格闘マニアか監視の目を逃れてデートや性交を行う目的で来てる者がほとんどで、大半の観客はネット観戦をしていた。しかし、狂四郎が試合で圧倒的な実力を見せたことでファンが急増し、闘技場まで観戦に来る者が増えたようである。

## 書籍情報

### 単行本
- 徳弘正也 『狂四郎2030』 集英社〈ジャンプ・コミックス デラックス〉、全20巻
  1. 1998年4月3日発売[7] 、ISBN 978-4088590141
  2. 1998年7月3日発売[8]、ISBN 978-4088590295
  3. 1998年11月4日発売 [9]、ISBN 978-4088590462
  4. 1999年4月2日発売[10]、ISBN 978-4088590707
  5. 1999年8月4日発売[11]、ISBN 978-4088590851
  6. 1999年12月2日発売[12]、ISBN 978-4088591001
  7. 2000年4月4日発売[13]、ISBN 978-4088591179
  8. 2000年9月4日発売[14]、ISBN 978-4088591421
  9. 2001年2月2日発売[15]、ISBN 978-4088591674
  10. 2001年6月4日発売[16]、ISBN 978-4088591865
  11. 2001年10月4日発売[17]、ISBN 978-4088592343
  12. 2002年2月4日発売[18]、ISBN 978-4088592695
  13. 2002年6月4日発売 [19]、ISBN 978-4088593036
  14. 2002年10月4日発売[20]、ISBN 978-4088593180
  15. 2003年2月4日発売[21]、ISBN 978-4088593395
  16. 2003年6月4日発売[22]、ISBN 978-4088593593
  17. 2003年10月3日発売[23]、ISBN 978-4088593821
  18. 2004年2月4日発売[24]、ISBN 978-4088594002
  19. 2004年6月4日発売[25]、ISBN 978-4088594187
  20. 2004年10月4日発売[26]、ISBN 978-4088594408

### 文庫本
- 徳弘正也 『狂四郎2030』 集英社〈集英社文庫〉、全14巻
  1. 2010年11月18日発売、ISBN 978-4086191975
  2. 2010年11月18日発売、ISBN 978-4086191982
  3. 2010年12月14日発売、ISBN 978-4086191999
  4. 2010年12月14日発売、ISBN 978-4086192002
  5. 2011年1月17日発売、ISBN 978-4086192019
  6. 2011年1月17日発売、ISBN 978-4086192026
  7. 2011年2月17日発売、ISBN 978-4086192033
  8. 2011年2月17日発売、ISBN 978-4086192040
  9. 2011年3月17日発売、ISBN 978-4086192057
  10. 2011年3月17日発売、ISBN 978-4086192064
  11. 2011年4月15日発売、ISBN 978-4086192071
  12. 2011年4月15日発売、ISBN 978-4086192088
  13. 2011年5月18日発売、ISBN 978-4086192095
  14. 2011年5月18日発売、ISBN 978-4086192101

### ジャンプリミックス版
- 徳弘正也 『狂四郎2030』集英社〈ジャンプ・リミックス〉、全10巻
  1. 狂四郎対八木編 1、ISBN 978-4081068852
  2. 狂四郎対八木編 2、ISBN 978-4081068920
  3. 狂四郎対八木編 3、ISBN 978-4081090020
  4. 呪われた白鳥編、ISBN 978-4081090334
  5. オアシス農場編、ISBN 978-4081090402
  6. 八角大尉編、ISBN 978-4086191975
  7. アルカディア編 1、ISBN 978-4081090617
  8. アルカディア編 2、ISBN 978-4081090709
  9. 北海道上陸編、ISBN 978-4081090754
  10. 北海道脱出編、ISBN 978-4081090846

### 総集編
スーパージャンプの特別編集増刊として発行されている。
- 徳弘正也『狂四郎2030 <総集編>』、集英社、全2巻
  1. 八木編、2001年5月1日増刊
  2. 白鳥編、2001年12月5日増刊